# Franz Knotz

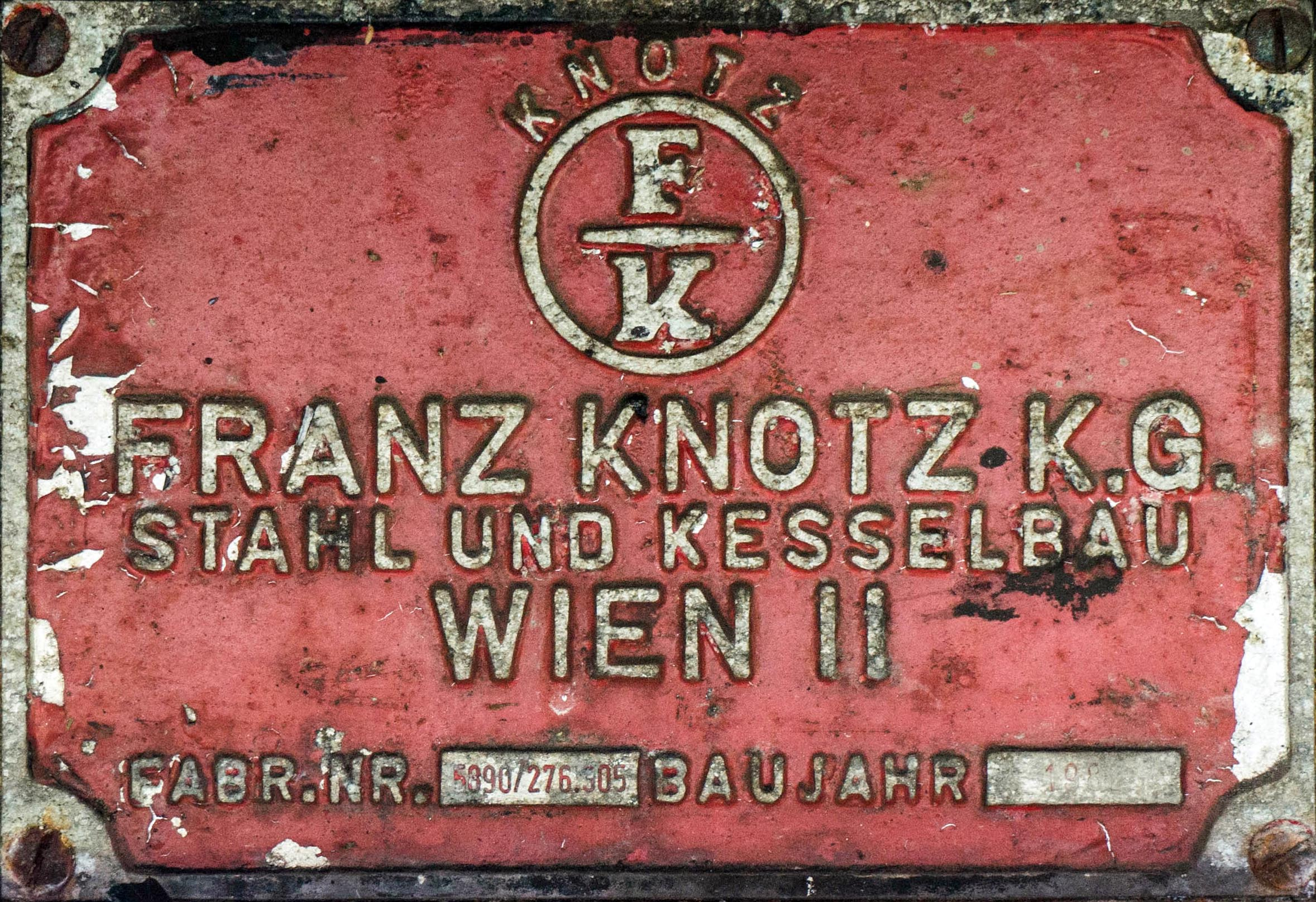
Firmenschild an einem Güterwagen der StLB

Die Franz Knotz KG (meist als Knotz oder Stahlbau Knotz bezeichnet) war eine österreichische Stahlbaufirma aus Wien und Hersteller von Schienenfahrzeugen. Das Unternehmen war bekannt für die Entwicklung und Produktion individueller Konstruktionen in geringer Stückzahl.

## Geschichte und Produkte
Über die Geschichte der Firma Knotz ist sehr wenig bekannt, seit 1972 wurden von diesem Stahlbauunternehmen Schienenfahrzeuge für die Wiener Verkehrsbetriebe gebaut. 1976 wird das Unternehmen im Industrie-Kompass als Hersteller von „Rekord“-Kesseln erwähnt. Ungefähr zur selben Zeit hatte das Unternehmen auch einen Wartungsvertrag mit den Wiener Verkehrsbetrieben und setzte Fahrzeuge der Baureihen C1 und n2 instand. In der Folgezeit wurden Schienenfahrzeuge in kleinen Serien und Einzelanfertigungen gebaut. Knotz war in der Lage, auch kleine und individuelle Aufträge anzunehmen, welche die großen heimischen Schienenfahrzeughersteller SGP und Jenbacher aufgrund der zu geringen Stückzahl ablehnten.

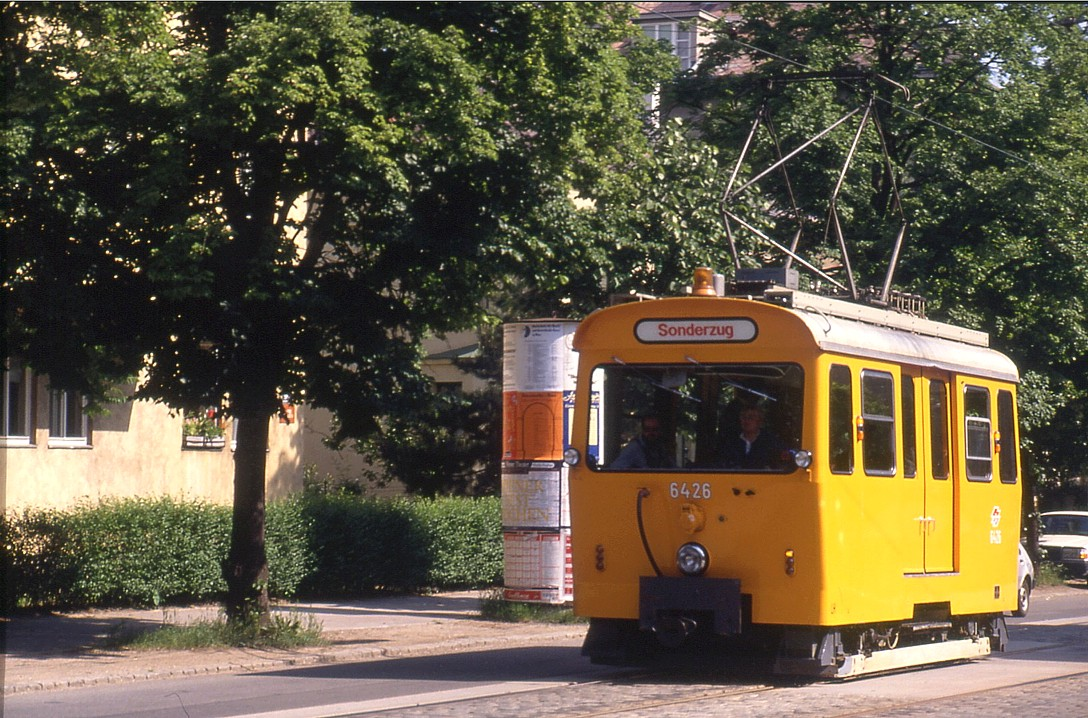
Arbeitstriebwagen Type LH der Wiener Straßenbahn (1982)

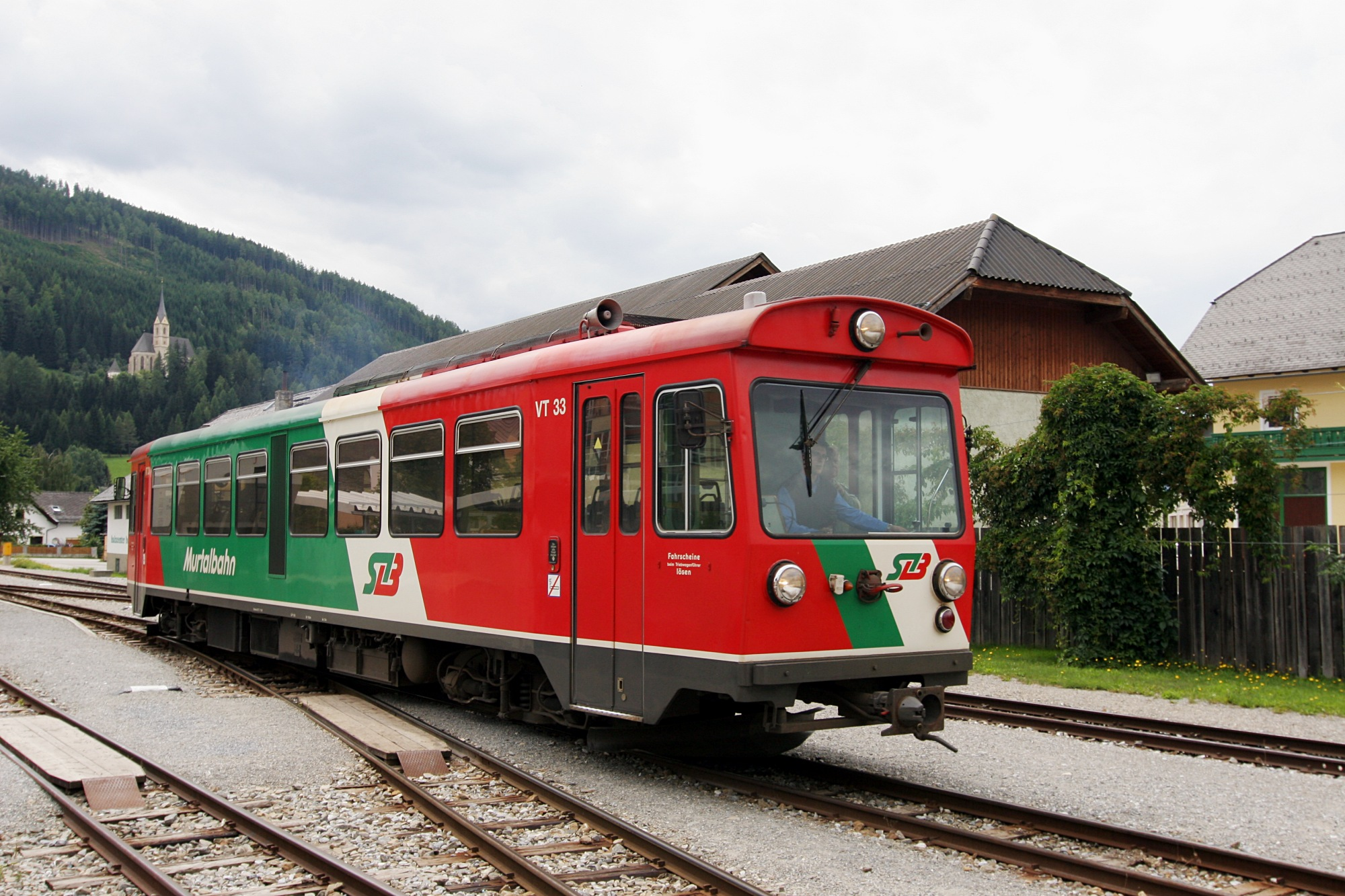
VT 33 der StLB von Knotz

Laut einer Werbeanzeige von ca. 1981 erzeugte Knotz zu dieser Zeit Schienenfahrzeuge mit elektrischem und dieselelektrischem sowie dieselhydraulischem Antrieb, Güterwagen für alle Spurweiten, Fahrzeuge für den Bahnbau und Bahnerhaltungsdienst, Grubenlokomotiven, Fahrzeuge für Industriebetriebe und Spezialkonstruktionen für Fahrzeugbau und Fahrzeuginstandhaltung. 1983 firmierte das Unternehmen als „Franz Knotz K.G. Stahl und Kesselbau Wien II“ und war in der Hellingstraße im 2. Wiener Gemeindebezirk beheimatet.
Für die Steiermärkischen Landesbahnen baute man offene und geschlossene schmalspurige Güterwagen. Zu den bekanntesten Produkten von Knotz zählen die gemeinsam mit dem Direktor der StLB, Dipl. Ing. Gerhard Mayr, entwickelten dieselelektrischen Schmalspurtriebwagen VT 31–35 mitsamt Steuerwagen und die daraus entwickelten 5090 für die ÖBB. Knotz modernisierte ferner den ET 1 der Gleichenberger Bahn und versah ihn mit einem neuen Wagenkasten. 

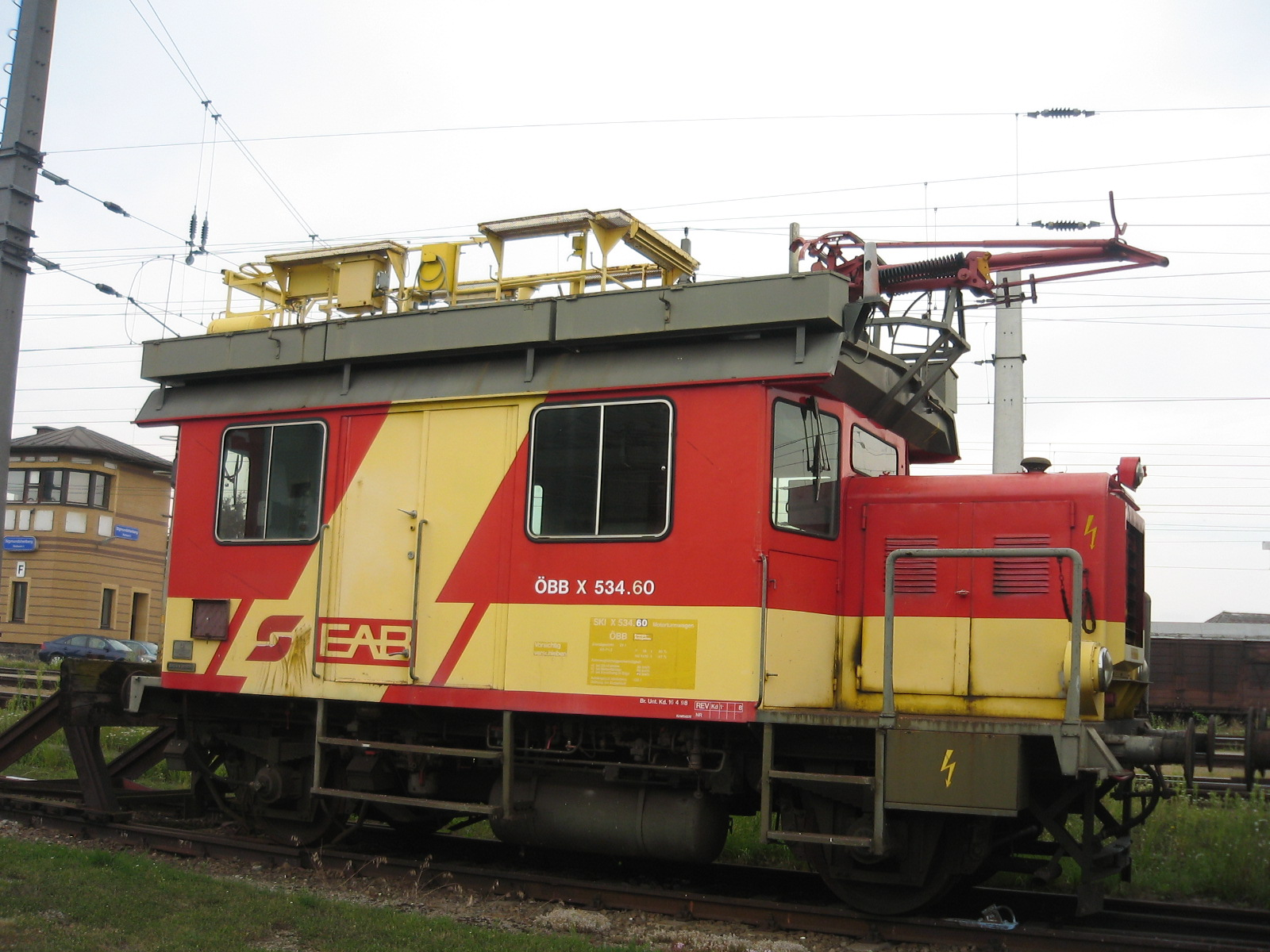
ÖBB Turmwagen X 534

Im Auftrag der Wiener Lokalbahnen AG setzte man deren gebraucht erworbenen Kölner-Triebwagen instand. Für die ÖBB fertigte Knotz gemeinsam mit der Österreichischen BBC einige Exemplare der langlebigen Turmwagen der Reihe X 534 und u. a. zwei Vorstellwagen für die Schneebergbahn. Ebenso bekam Knotz den Auftrag für die Zweisystemtriebwagen der Reihe 4855 der Bahnstrecke Lambach–Haag am Hausruck, welche nach dem Konkurs des Unternehmens von Bombardier fertiggestellt wurden. Für die Wiener Linien wurden vor allem Hilfsfahrzeuge wie die Type UDD für den Einsatz auf der Wiener U-Bahn hergestellt.
Das Unternehmen musste 1986 Konkurs anmelden und wurde von Bombardier übernommen, welche die Produktion einzelner Typen (u. a. der ÖBB-5090) fortsetzte.

## Galerie der Schienenfahrzeuge von Knotz (Auswahl)

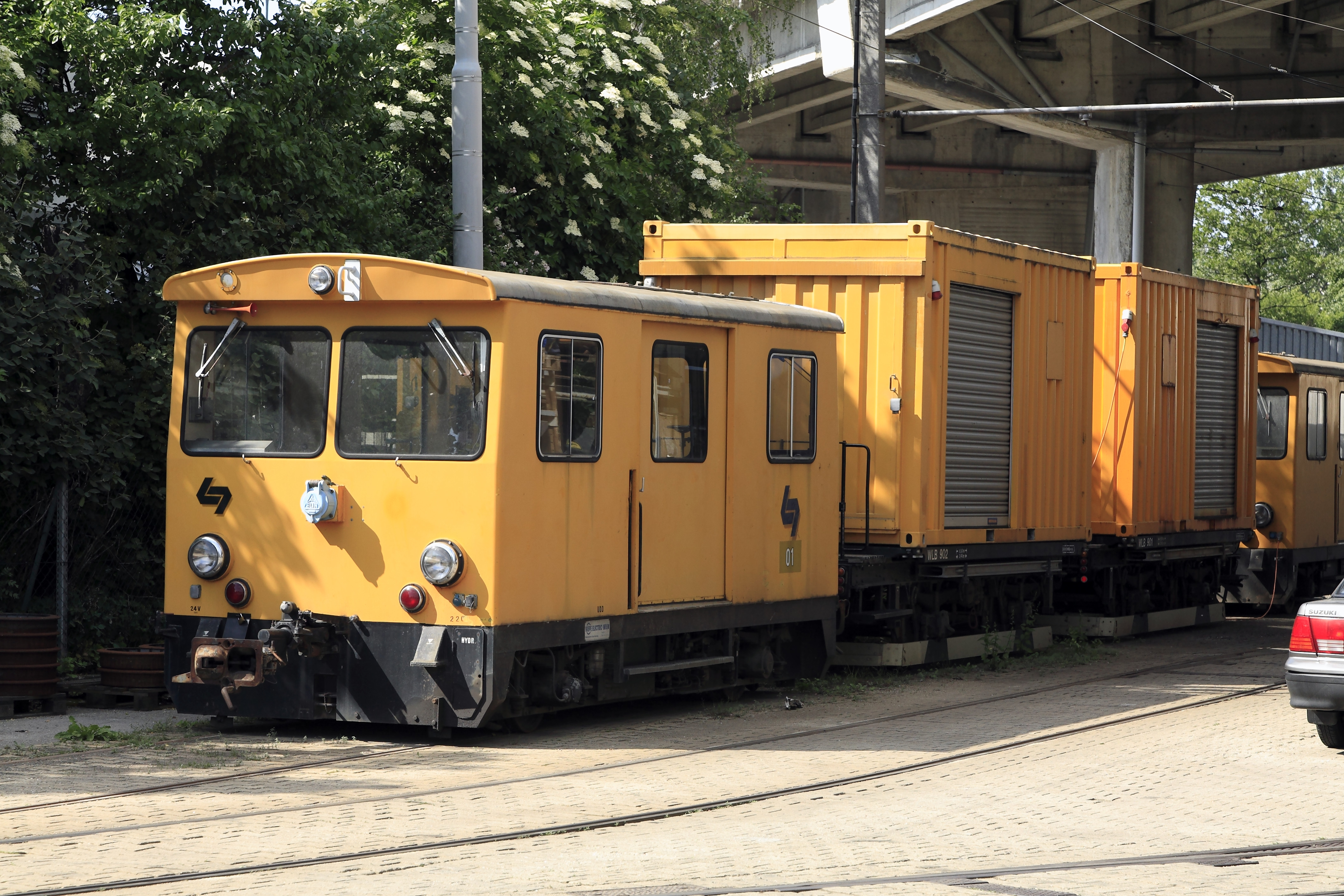
Arbeitstriebwagen 01 der Wiener Lokalbahnen AG (ex WVB-Type UDD)
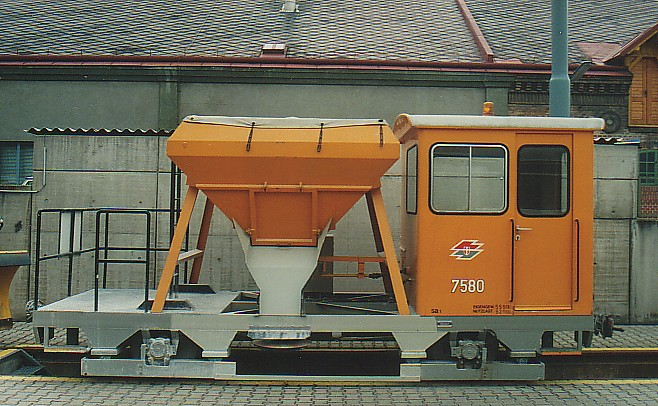
Sandstreubeiwagen sa1 7580
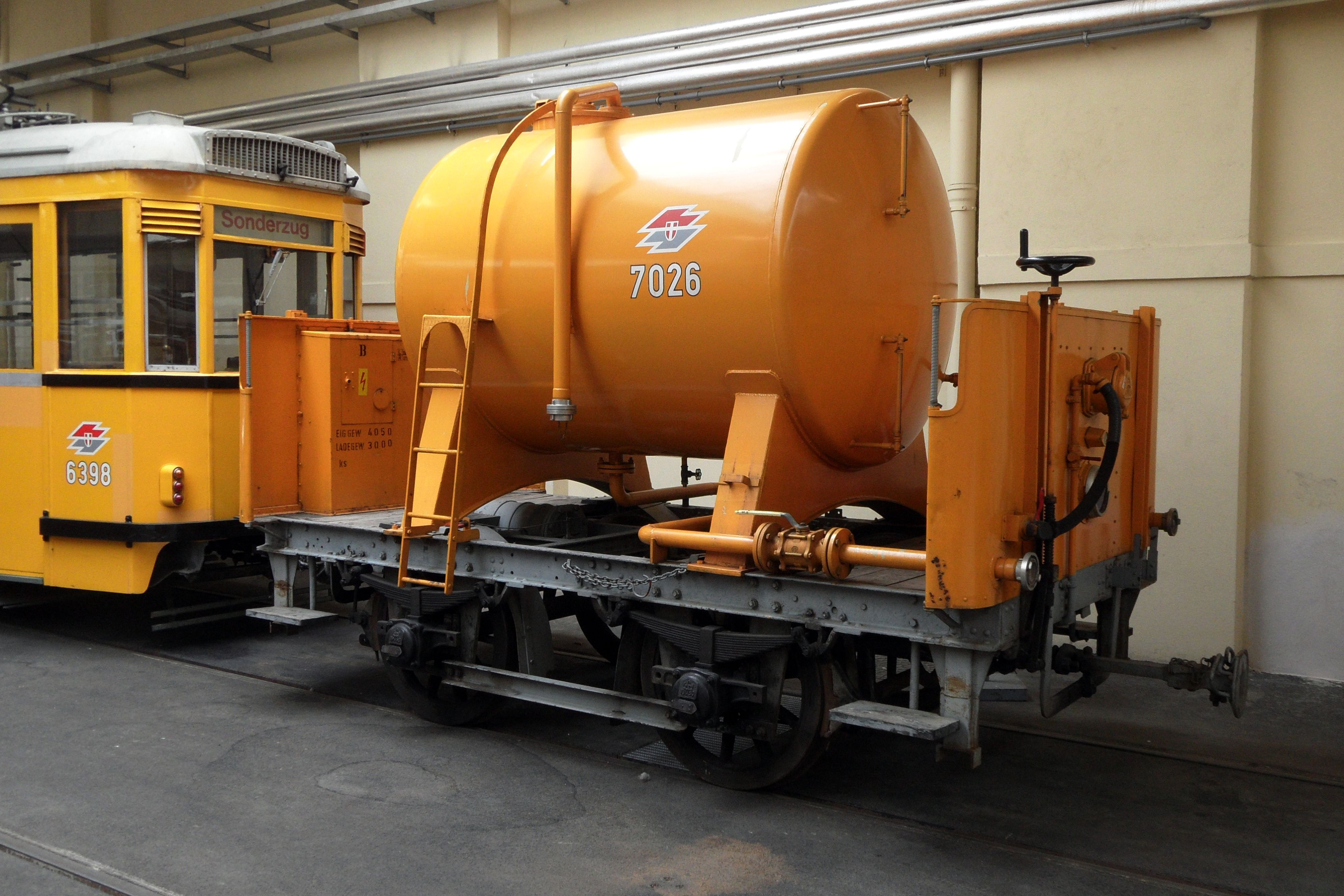
Kesselwagen ks 7026 der Wiener Verkehrsbetriebe
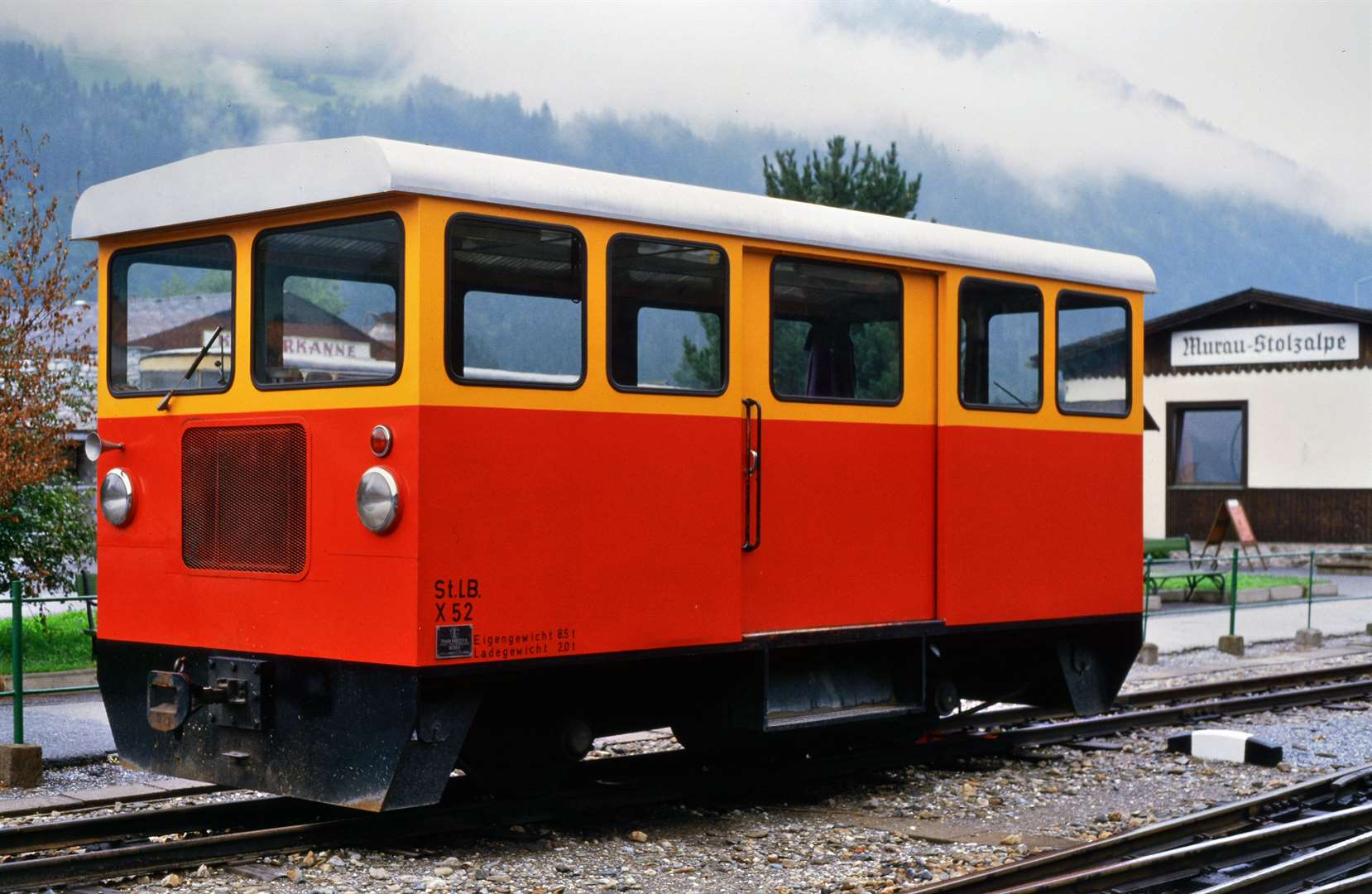
Draisine X 52 der Murtalbahn
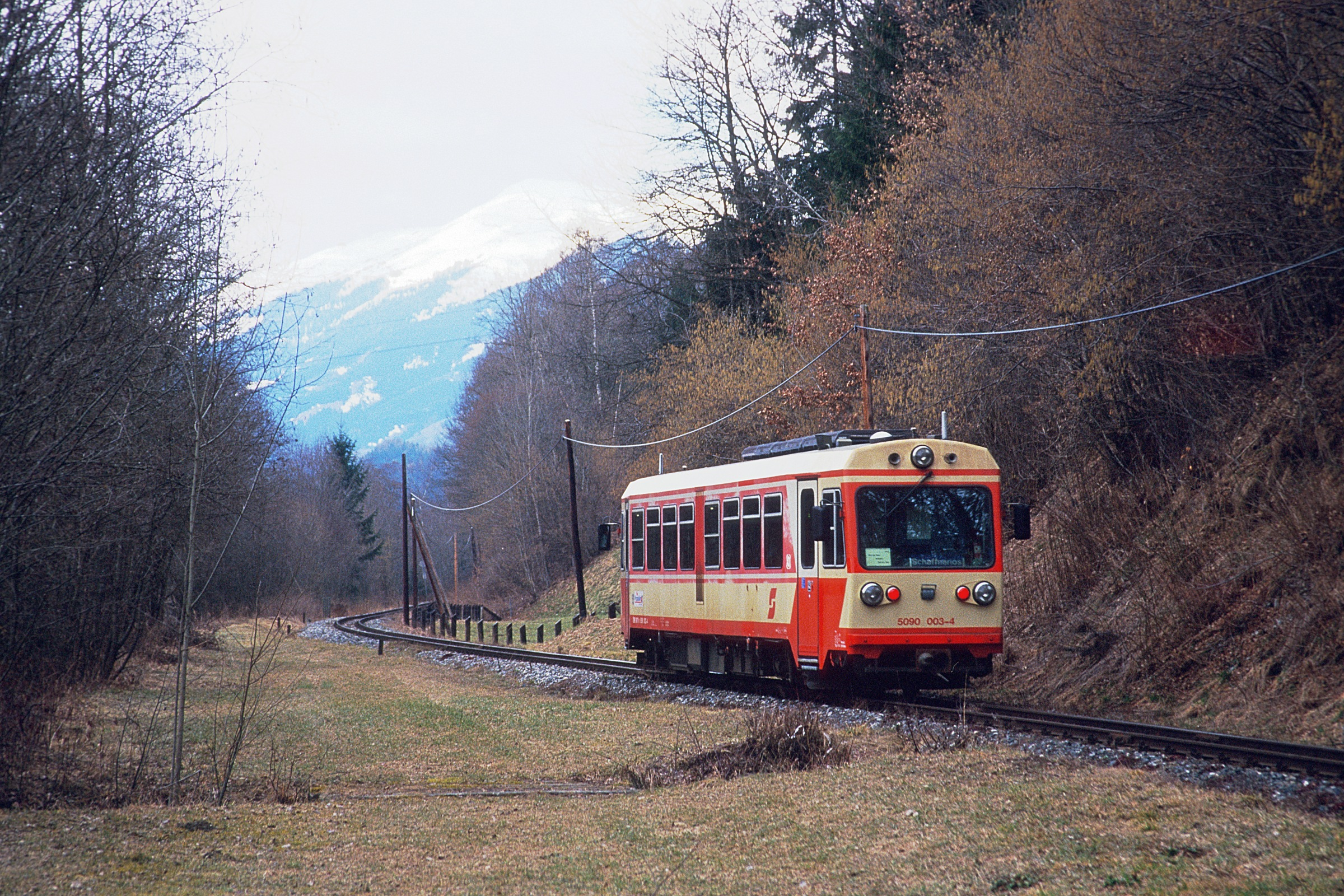
Dieseltriebwagen 5090 003 der ÖBB
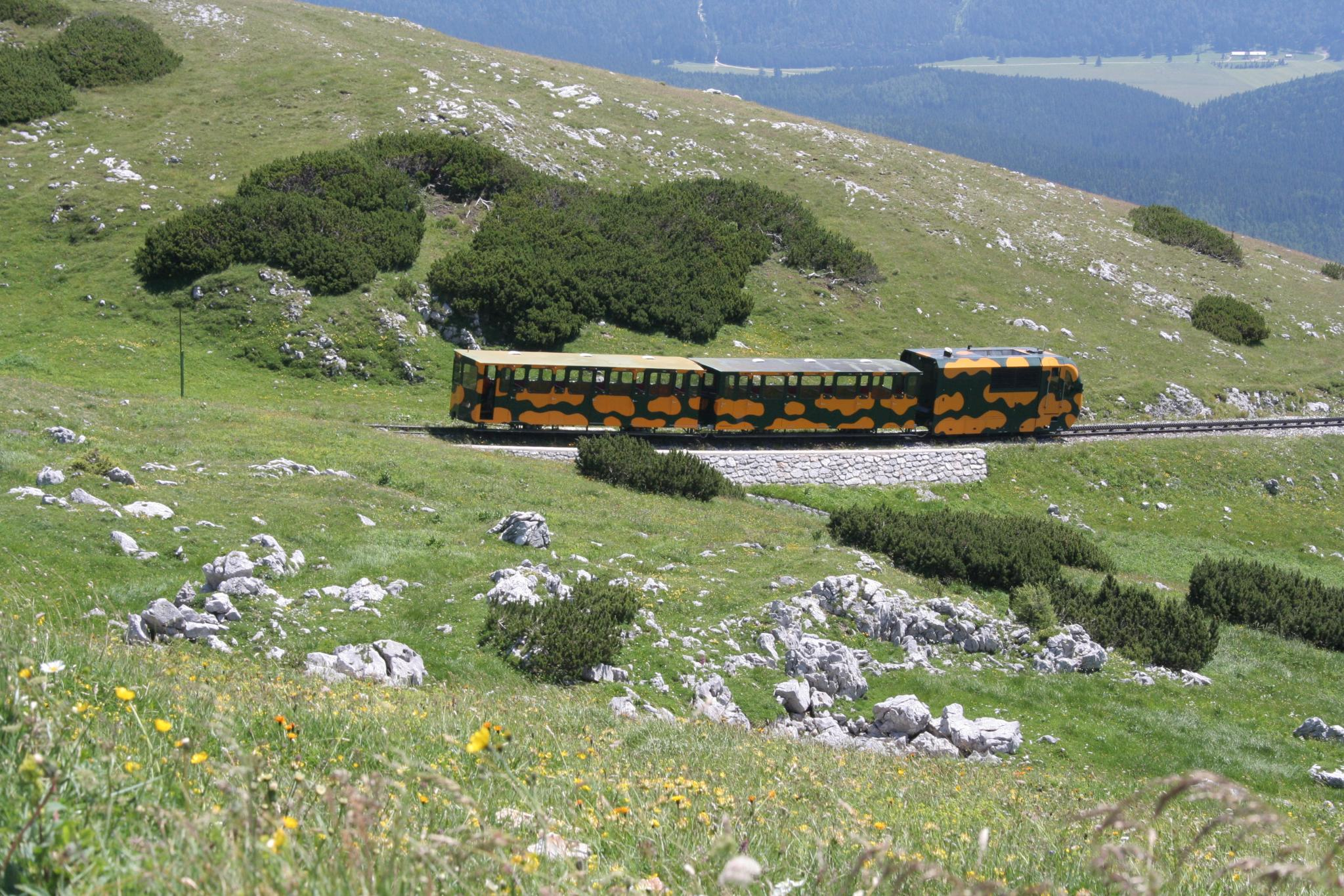
Vorstellwagen 9960-61 im Salamander-Look der Schneebergbahn